# Si mineur

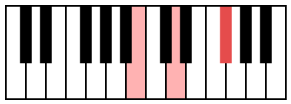
L'accord parfait de si mineur se compose des notes suivantes : si - ré - fa♯

La tonalité de si mineur se développe en partant de la note tonique si. Elle est appelée B minor en anglais et h-Moll dans l'Europe centrale.
L'armure coïncide avec celle de la tonalité relative ré majeur.

## Modes

### mineur naturel
L’échelle de si mineur naturel est : si, do♯, ré, mi, fa♯, sol, la, si.
- tonique : si
- médiante : ré
- dominante : fa♯
- sensible : la

Altérations : fa♯, do♯.

### mineur harmonique
L’échelle de si mineur harmonique est : si, do♯, ré, mi, fa♯, sol, la♯, si.
- tonique : si
- médiante : ré
- dominante : fa♯
- sensible : la♯

Altérations : fa♯, do♯ et la♯ (accidentel).

### mineur mélodique
L’échelle de si mineur mélodique est :
- gamme ascendante : si, do♯, ré, mi, fa♯, sol♯, la♯, si.
- gamme descendante : si, la, sol, fa♯, mi, ré, do♯, si.

## Compositions célèbres en si mineur
- Messe en si mineur de Jean-Sébastien Bach
- Symphonie nº 8 de Schubert
- Sonate pour piano nº 3 de Chopin
- Sonate pour piano en si mineur de Liszt
- Symphonie nº 6 de Tchaïkovski
- Concerto pour violoncelle de Dvořák
- Prélude, Fugue et Variation de César Franck